# 池上一郎
池上一郎（1911年1月16日—2001年），出生於日本東京，醫師，在臺灣日治時期組織醫療團義診竹田民眾，以及臺灣戰後時期濟助台灣留日學生。

## 生平
1911年1月16日，池上一郎生於東京，東京帝國大學醫學部畢業，二次世界大戰時被徵為軍醫，於1943年擔任高雄州竹田野戰病院（原址為今竹田國小）院長。當時台灣醫療資源缺乏，他除組織醫療團醫軍人外，還義診竹田等地民眾，獲得客家鄉親感念。

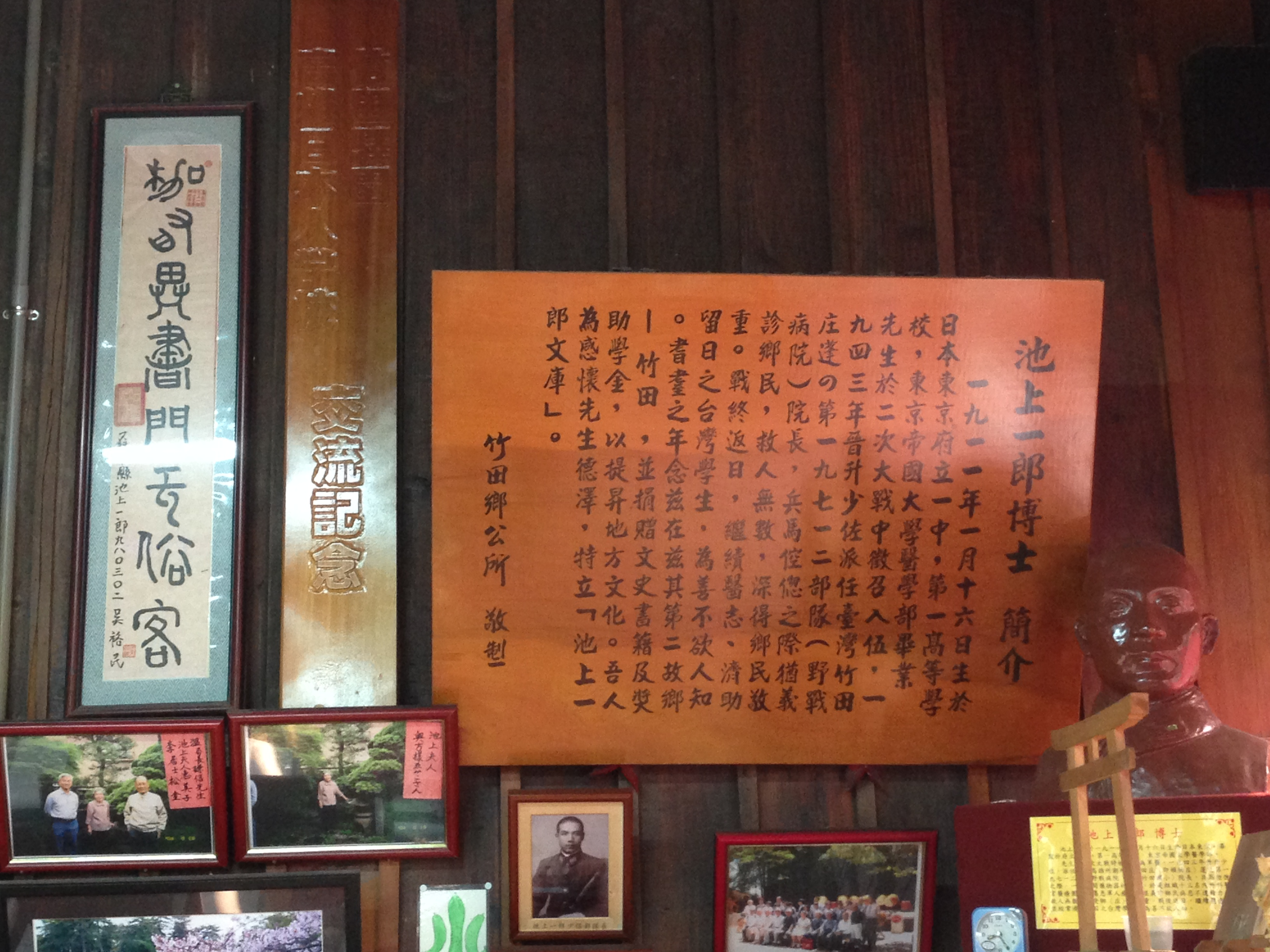
池上一郎博士文庫的池上一郎簡介，除生年外，還寫學歷為東京都府立一中、東京帝國大學。

竹田鄉鄉長傅民雄表示，池上一郎不只是對他們野戰師一些情懷，對於若有一些病痛的竹田鄉親，都會很樂意幫忙。池上一郎在竹田共兩年，戰後回日本從事醫療，常濟助台灣留日學生。
劉耀祖到日本留學時受竹田民眾之託，於日本報紙上登報找尋池上一郎，兩人因此成為好友。
年近九十時，池上一郎捐贈畢生收藏的日文書籍、報章雜誌及一百萬日幣給竹田鄉，作為對竹田鄉的懷念。2001年，竹田鄉長賴耀熙於發起在竹田車站成立池上一郎博士文庫，讓提供受過日本教育的長者聚會，閱讀日文書報的場所。
2001年，文庫開幕後3個月，池上一郎過世。當年1月16日，同樣當年在內埔、竹田作軍醫的同事志村道興的兒子志村建夫來竹田參觀，並捐出一千本書籍與一百萬元日幣作獎學金。後來，其鄰居鈴木廣明帶著池上一郎的照片與妻子的繪本前來文庫，幫他們一了心願。

## 身後
地方人士成立文庫研究學會，並將池田生日1月16日訂為紀念日，每年邀請日、台會員來此。此文庫有從台北、高雄的長者前來借閱，也有日本人來此，並且以不同方式照顧文庫，有贈書、有捐錢、有人寫部落格介紹、有人整理環境，文庫臉書管理人還是東京JR地鐵的車掌。在2013年《大紀元時報》記載有一位日本藥濟師枝厚每年都來當義工。

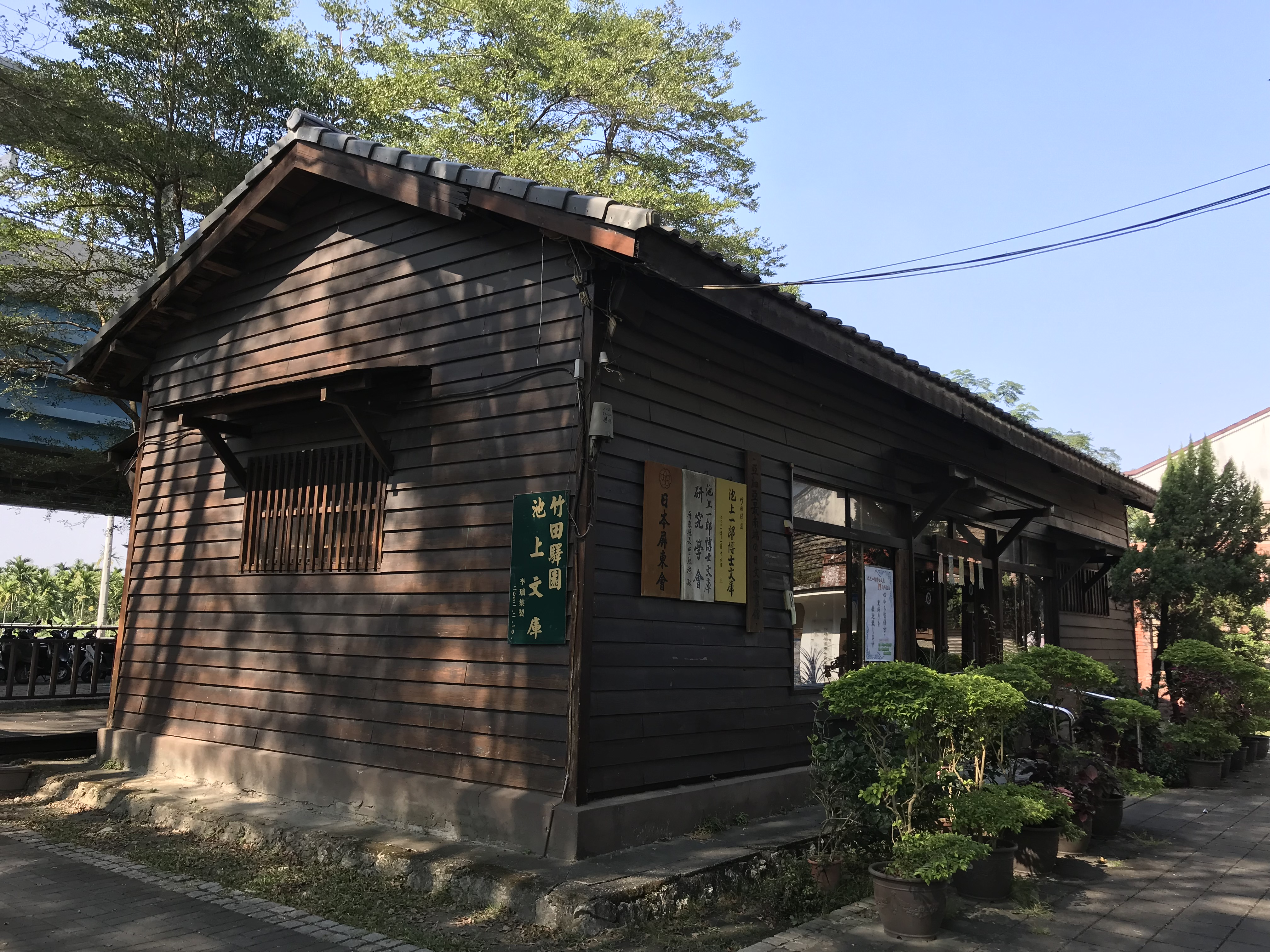
池上一郎博士文庫

2009年1月10日，文庫八週年慶，日本交流協會高雄事務所所長神戶浩道、次長依田隆實等多名日本人專程南下，也有日本李登輝之友會片木裕一等人、水谷雪女婿西田忠幸前來，與台灣鄉親同歡。
2013年7月3日，新任的日本交流協會高雄辦事處所長中村隆幸前往此文庫，並致贈日本書籍一批，包含約一百本的日文雜誌及生活用書。他希望池上文庫繼續扮演台、日文化交流的功能，將池上一郎的精神流傳下去。

## 外部連結
- 池上一郎博士文庫臉書 （页面存档备份，存于）